# Pizotifene
Il  pizotifene  (chiamato anche pizotyline ed in fase sperimentale conosciuto con la sigla BC105) è una molecola derivata dal benzil cicloeptene, che viene utilizzata per la profilassi ed il trattamento di fondo dell'emicrania e della cefalea. In Italia il farmaco è venduto dalla società farmaceutica Novartis Farma con il nome commerciale di Sandomigran, nella forma di compresse rivestite da 0,5 mg.

## Farmacodinamica
Pizotifene è un antagonista della serotonina che agisce principalmente sui recettori 5-HT2A and 5HT2C. La molecola sembra anche essere dotata di attività di tipo inibitorio su altre ammine biogene, ed in particolare di attività antistaminica ed antitriptaminica. Pizotifene ha anche effetto antibradichinina e deboli proprietà di tipo anticolinergico.

## Farmacocinetica
Dopo somministrazione orale, pizotifene è rapidamente assorbito dal tratto gastrointestinale. La biodisponibilità media è di circa l'80%. La concentrazione plasmatica massima (Cmax) del farmaco viene raggiunta dopo 5,5 ore (Tmax). Circa il 91% del farmaco è legato alle proteine plasmatiche.

Pizotifene viene metabolizzato principalmente a livello epatico per glucuronidazione. Il metabolita principale è il N-glucuronide coniugato.

Approssimativamente il 33% della dose somministrata per via orale viene escreto dalle vie biliari. Un ulteriore 55% è eliminato sotto forma di metaboliti per via urinaria. L'emivita di eliminazione di pizotifene e del suo metabolita N-glucuronide coniugato, è pari a circa 23 ore.

## Usi clinici
Pizotifene viene utilizzato nel trattamento profilattico di alcune cefalee vascolari ricorrenti, quali ad esempio l'emicrania tipica ed atipica e la cefalea a grappolo. Anche la cefalea vasomotoria e la sindrome di Horton rispondono al trattamento con il farmaco. Pizotifene è invece del tutto inefficace nell'interrompere un attacco emicranico già in corso.

In letteratura medica esistono segnalazioni del suo possibile utilizzo come agente antidepressivo.

## Effetti collaterali ed indesiderati
In corso di trattamento con pizotifene gli effetti avversi più spesso evidenziati sono la sonnolenza, la sedazione, la nausea, il vomito, l'ansia, lo stato confusionale, la secchezza delle fauci, l'affaticamento, le vertigini, l'aumento dell'appetito e l'aumento del peso corporeo.
In alcuni pazienti è stato riscontrato un aumento degli enzimi epatici (AST ed ALT), ittero colestatico, e talvolta segni di epatite.

## Controindicazioni
Pizotifene è controindicato in soggetti con ipersensibilità nota al principio attivo oppure ad uno qualsiasi degli eccipienti. È inoltre controindicato nelle donne gravide e nelle donne che allattano al seno. Ne è sconsigliato l'uso in soggetti con insufficienza renale e l'associazione con alcool, che ne potenzia l'effetto.

## Dosi terapeutiche
Nei soggetti adulti il trattamento inizia con 0,5 mg (una compressa) al giorno. Successivamente la dose può essere incrementata progressivamente. In genere il dosaggio medio di mantenimento si aggira intorno a 1,5 mg al giorno da somministrare alla sera in un'unica dose oppure suddivisa nella giornata in dosi uguali.
Nei soggetti scarsamente rispondenti si possono gradualmente aumentare i dosaggi fino alla dose massima 4,5 mg.

## Sovradosaggio
In caso di intossicazione da pizotifene si possono manifestare nausea, capogiro, sonnolenza, ipotensione arteriosa, depressione del respiro, convulsioni e coma.

Il trattamento consiste in una lavanda gastrica, efficace solo se l'assunzione è avvenuta da breve tempo, e nella somministrazione di carbone vegetale attivo. È necessario procedere con le normali misure di supporto e monitorare la funzione cardiaca e respiratoria. In caso di convulsioni sono efficaci le benzodiazepine.